# 3-ヒドロキシ-2-メチルピリジン-4,5-ジカルボン酸 4-デカルボキシラーゼ
3-ヒドロキシ-2-メチルピリジン-4,5-ジカルボン酸 4-デカルボキシラーゼ(3-hydroxy-2-methylpyridine-4,5-dicarboxylate 4-decarboxylase、EC 4.1.1.51)は、以下の化学反応を触媒する酵素である。
3-ヒドロキシ-2-メチルピリジン-4,5-ジカルボン酸 {\displaystyle \rightleftharpoons } 3-ヒドロキシ-2-メチルピリジン-5-カルボン酸 + CO2
従って、この酵素の基質は、3-ヒドロキシ-2-メチルピリジン-4,5-ジカルボン酸のみ、生成物は、3-ヒドロキシ-2-メチルピリジン-5-カルボン酸と二酸化炭素の2つである。
この酵素はリアーゼ、特に炭素-炭素結合を切断するカルボキシリアーゼに分類される。系統名は、3-ヒドロキシ-2-メチルピリジン-4,5-ジカルボン酸 カルボキシリアーゼ (3-ヒドロキシ-2-メチルピリジン-5-カルボン酸形成)(3-hydroxy-2-methylpyridine-4,5-dicarboxylate 4-carboxy-lyase (3-hydroxy-2-methylpyridine-5-carboxylate-forming))である。他に、3-hydroxy-2-methylpyridine-4,5-dicarboxylate 4-carboxy-lyaseとも呼ばれる。この酵素は、ビタミンB6の代謝に関与している。